# يانيك أنزولوني
يانيك أنزولوني مواليد 21 أغسطس 1987 في كينشاسا، زائير، هو لاعب كرة سلة كونغولي. بدأ مسيرته الاحترافية في سنة 2010. يحمل الرقم 7. يبلغ طوله 6 قدم 9 بوصة (2.1 م). لعب مع نادي تامبيرين بيرينتو لكرة السلة في الدوري الفنلندي لكرة السلة وفينيكس هاغن في الدوري الألماني لكرة السلة.

## روابط خارجية
- يانيك أنزولوني على موقع كرة السلة الأوروبية.كوم (الإنجليزية)
- يانيك أنزولوني على موقع ريلجم (الإنجليزية)
- يانيك أنزولوني على موقع بروبوليرز (الإنجليزية)